# LIVE with a smile!
- ラブライブ!シリーズ > ラブライブ!サンシャイン!! > Aqours > LIVE with a smile!
- ラブライブ!シリーズ > ラブライブ!虹ヶ咲学園スクールアイドル同好会 > 虹ヶ咲学園スクールアイドル同好会 > LIVE with a smile!
- ラブライブ!シリーズ > ラブライブ!スーパースター!! > Liella! > LIVE with a smile!

「LIVE with a smile!」（ライブ ウィズ ア スマイル）は、Aqours・虹ヶ咲学園スクールアイドル同好会・Liella!によるコラボレーションシングル。2021年11月3日にLantisから発売された。

## 概要
ラブライブ!シリーズ初となる、作品の枠を超えたコラボレーション曲。総勢26名での歌唱はラブライブ!シリーズで最も参加人数が多い楽曲となった。
表題曲「LIVE with a smile!」は、2021年12月31日に開催されるカウントダウンライブ『LoveLive! Series Presents COUNTDOWN LoveLive! 2021→2022 〜LIVE with a smile!〜』のテーマソング。1番のAメロBメロはAqoursが担当し、サビは3グループ全員で歌唱している。また、カップリングは表題曲のグループ別バージョンとなっている。
初回限定特典として、本作をテーマソングとするカウントダウンライブのチケット最速先行抽選申込券が封入される。
Liella!は1期生のみが歌唱に参加しており、当時キャラクターが登場していなかった2期生の4人と3期生の2人は参加していない。

## チャート実績
2021年11月2日付のオリコンデイリーランキングでは2.2万枚を売り上げ3位にランクインした。2021年11月15日付オリコン週間シングルランキングでは初動4.2万枚を売り上げ初登場3位にランクイン。
虹ヶ咲学園スクールアイドル同好会およびLiella!のシングルとしては、初の初動4万越えを記録し最高初動を更新した。また、オリコン週間アニメシングルランキングでも週間1位を獲得した。

## 収録曲
| 全作詞: 畑亜貴、全作曲: Ryota Saito, Diz、全編曲: EFFY。 |                                                               |        |                  |      |
| #                                                        | タイトル                                                      | 作詞   | 作曲・編曲       | 時間 |
| 1.                                                       | 「LIVE with a smile!」                                        | 畑亜貴 | Ryota Saito, Diz | 5:13 |
| 2.                                                       | 「LIVE with a smile!」(Aqours Ver.)                           | 畑亜貴 | Ryota Saito, Diz | 5:13 |
| 3.                                                       | 「LIVE with a smile!」(虹ヶ咲学園スクールアイドル同好会 Ver.) | 畑亜貴 | Ryota Saito, Diz | 5:13 |
| 4.                                                       | 「LIVE with a smile!」(Liella! Ver.)                          | 畑亜貴 | Ryota Saito, Diz | 5:13 |
| 5.                                                       | 「LIVE with a smile!」(Off Vocal)                             | 畑亜貴 | Ryota Saito, Diz | 5:13 |
| 合計時間:                                                | 合計時間:                                                     | 26:05  |                  |      |